# ラテンアメリカの文学
「ラテンアメリカの文学」（ラテンアメリカのぶんがく）は、集英社で刊行されたラテンアメリカ文学の専門叢書。

## 概要
単行本版（全18巻）は1983年から1984年にかけ刊行。
集英社文庫版は1994年から1995年にかけ単行版の一部（全10巻）を刊行。数巻が改訂再刊された。

## 単行本版
- 『伝奇集』（ホルヘ・ルイス・ボルヘス、篠田一士訳） 1984年9月
- 『大統領閣下 / グアテマラ伝説集』（M・A・アストゥリアス、内田吉彦,牛島信明訳） 1984年11月
- 『失われた足跡』（アレッホ・カルペンティエール、牛島信明,鼓直訳） 1984年8月
- 『自由の王ローペ・デ・アギーレ』（オテロ＝シルバ（英語版）、牛島信明訳） 1983年1月
- 『はかない人生 / 井戸 / ハコボと他者』（フワン・カルロス・オネッティ、鼓直,杉山晃訳） 1984年10月
- 『ボマルツォ公の回想』（マヌエル・ムヒカ＝ライネス（英語版）、土岐恒二,安藤哲行訳） 1984年12月
- 『英雄たちと墓』（エルネスト・サバト、安藤哲行訳） 1983年11月
- 『石蹴り遊び』（フリオ・コルタサル、土岐恒二訳） 1984年6月
- 『日向で眠れ / 豚の戦記』（アドルフォ・ビオイ＝カサレス、高見英一,荻内勝之訳） 1983年7月
- 『汝、人の子よ』（ロア＝バストス、吉田秀太郎訳） 1984年2月
- 『夜のみだらな鳥』（ホセ・ドノソ、鼓直訳） 1984年7月
- 『G.Hの受難 / 家族の絆』（クラリセ・リスペクトール、ナオエ・タケイ,高橋都彦訳） 1984年3月
- 『族長の秋』（ガブリエル・ガルシア・マルケス、鼓直訳） 1983年6月
- 『脱皮』（カルロス・フェンテス、内田吉彦訳） 1984年4月
- 『亡き王子のためのハバーナ』（G・カブレラ＝インファンテ、木村榮一訳） 1983年12月
- 『蜘蛛女のキス』（マヌエル・プイグ、野谷文昭訳） 1983年9月
- 『ラ・カテドラルでの対話』（マリオ・バルガス＝リョサ、桑名一博,野谷文昭訳） 1984年5月
- 『幾たびもペドロ』（A・ブライス＝エチェニケ、野谷文昭訳） 1983年10月

## 文庫本版
- 『族長の秋』（ガルシア＝マルケス、鼓直訳） 1994年5月、新版2011年4月
- 『豚の戦記』（ビオイ＝カサレス、荻内勝之訳） 1994年5月
- 『失われた足跡』（カルペンティエル、牛島信明訳） 1994年7月
- 『老いぼれグリンゴ』（フエンテス、安藤哲行訳） 1994年8月
- 『三つのブルジョワ物語』（ドノソ、木村榮一訳） 1994年9月
- 『赤い唇』（プイグ、野谷文昭訳） 1994年11月
- 『石蹴り遊び』上・下（コルタサル、土岐恒二訳） 1995年1月
- 『はかない人生』（オネッティ、鼓直訳） 1995年3月
- 『ラテンアメリカ五人集』（リョサ,パチェーコ,アストゥリアス,オクタビオ・パス,オカンボ、文庫オリジナル版） 1995年9月、新版2011年7月
- 『砂の本』（ボルヘス、篠田一士訳） 1995年11月、新版2011年6月